# Giải vô địch bóng đá châu Âu 1976
Giải vô địch bóng đá châu Âu 1976 (UEFA Euro 1976) là giải vô địch bóng đá châu Âu lần thứ năm do UEFA tổ chức 4 năm một lần. Vòng chung kết diễn ra tại Nam Tư từ ngày 16 đến ngày 20 tháng 6 năm 1976. Tại giải, đội tuyển Tiệp Khắc giành chức vô địch châu Âu đầu tiên của mình.
Đây là giải đấu cuối cùng, vòng chung kết chỉ quy tụ bốn đội bóng và nước chủ nhà đăng cai vòng chung kết phải thi đấu vòng loại. Kể từ giải lần sau, vòng chung kết sẽ được mở rộng cho tám đội tham gia, bao gồm 7 đội vượt qua vòng loại và quốc gia được chọn đăng cai vòng chung kết.
Một điều đáng lưu ý nữa ở giải là tất cả các trận đấu đều buộc phải thi đấu hiệp phụ để phân định thắng thua. Trận chung kết giữa Tiệp Khắc và Tây Đức là trận đấu đầu tiên trong lịch sử bóng đá quốc tế có áp dụng hình thức sút penalty sau hai hiệp phụ để phân thắng bại.

## Vòng loại
Vòng loại Giải vô địch bóng đá châu Âu 1976 diễn ra theo 2 giai đoạn:
- Năm 1974 & 1975 (vòng bảng): 32 đội tuyển chia thành 8 bảng, thi đấu theo thể thức vòng tròn hai lượt sân nhà - sân khách. Đội thắng được 2 điểm, hòa được 1 điểm và thua không có điểm.
- Năm 1976 (play-off): 8 đội tuyển đứng đầu 8 bảng đấu giành quyền vào vòng play-off. Các trận đấu play-off diễn ra theo thể thức sân nhà - sân khách, đội thắng được quyền tham dự vòng chung kết. Đây cũng là lần đầu tiên đội tuyển Liên Xô không vượt qua được vòng loại khi để thua Tiệp Khắc với tổng tỷ số là 2 - 4 ở trận play-off.

## Các sân vận động
| BeogradZagreb | Beograd             | Zagreb                |
| ------------- | ------------------- | --------------------- |
| BeogradZagreb | Sân vận động Sao Đỏ | Sân vận động Maksimir |
| BeogradZagreb | Sức chứa: 90.000    | Sức chứa: 55.000      |
| BeogradZagreb |                     |                       |

## Các đội tham dự

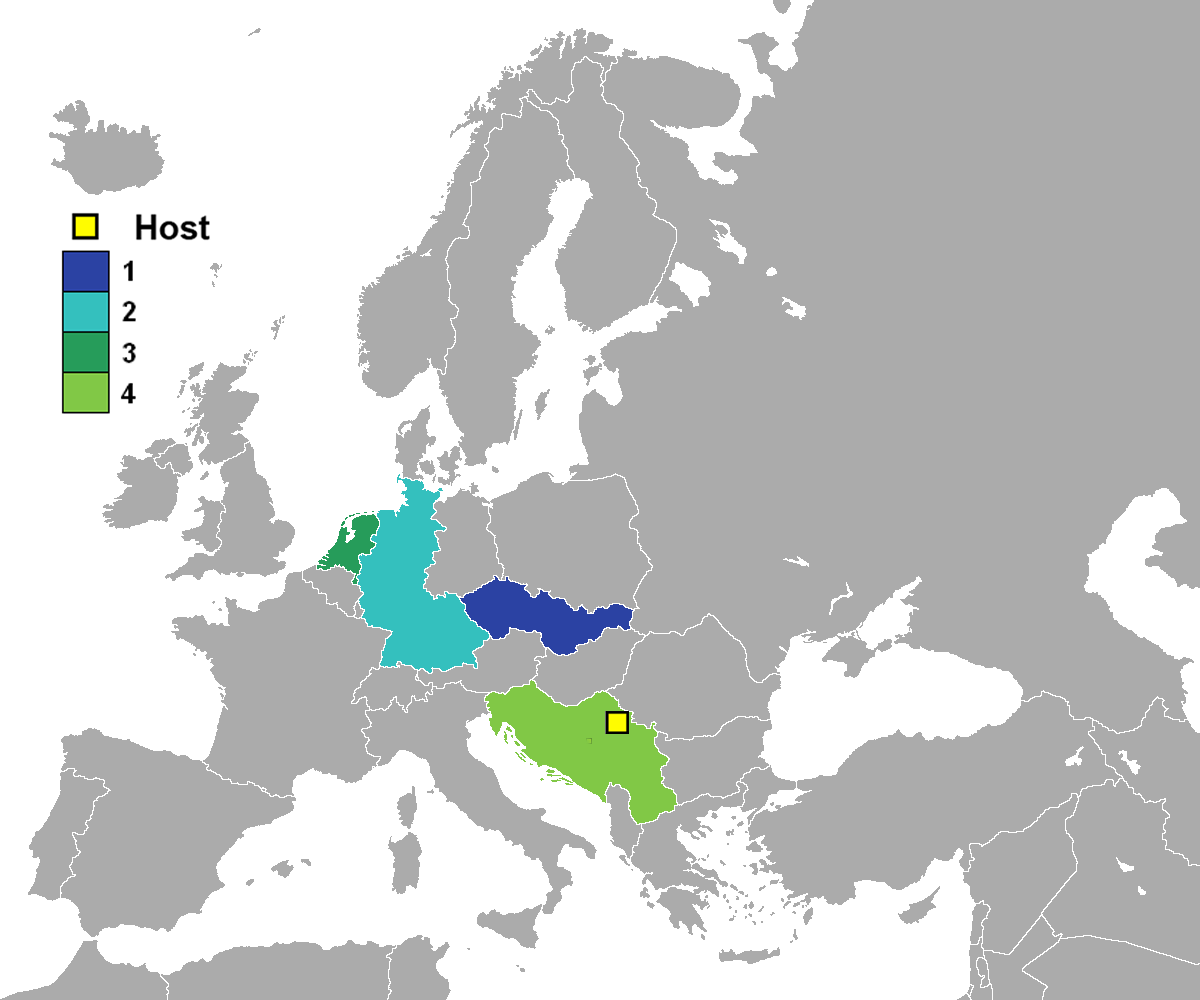
Các quốc gia lọt vào vòng chung kết Euro 1976

Các quốc gia tham dự vòng chung kết lần này gồm:
| Đội tuyển | Các lần tham dự trước |
| --------- | --------------------- |
| Hà Lan    | Lần đầu               |
| Tây Đức   | 1 (1972)              |
| Tiệp Khắc | 1 (1960)              |
| Nam Tư    | 2 (1960, 1968)        |

## Vòng chung kết
|  | Bán kết              | Bán kết |                      |       | Chung kết | Chung kết |
|  |                      |         |                      |       |           |           |
|  | 16 tháng 6 – Zagreb  |         |                      |       |           |           |
|  |                      |         |                      |       |           |           |
|  | Hà Lan               | 1       |                      |       |           |           |
|  | Hà Lan               | 1       | 20 tháng 6 – Beograd |       |           |           |
|  | Tiệp Khắc (h.p.)     | 3       |                      |       |           |           |
|  | Tiệp Khắc (h.p.)     | 3       | Tiệp Khắc (pen.)     | 2 (5) |           |           |
|  | 17 tháng 6 - Beograd |         | Tiệp Khắc (pen.)     | 2 (5) |           |           |
|  |                      | Tây Đức | 2 (3)                |       |           |           |
|  | Nam Tư               | Tây Đức | 2 (3)                | 2     |           |           |
|  | Nam Tư               |         |                      | 2     |           |           |
|  | Tây Đức (h.p.)       | 4       |                      |       |           |           |
|  | Tây Đức (h.p.)       | 4       | Tranh hạng ba        |       |           |           |
|  |                      |         |                      |       |           |           |
|  | 19 tháng 6 - Zagreb  |         |                      |       |           |           |
|  |                      |         |                      |       |           |           |
|  | Hà Lan (h.p.)        | 3       |                      |       |           |           |
|  | Hà Lan (h.p.)        | 3       |                      |       |           |           |
|  | Nam Tư               | 2       |                      |       |           |           |

### Bán kết
| Tiệp Khắc                              | 3–1 (s.h.p.) | Hà Lan            |
| -------------------------------------- | ------------ | ----------------- |
| Ondruš 19' · Nehoda 114' · Veselý 118' | Chi tiết     | Ondruš 77' (l.n.) |

| Nam Tư                    | 2–4 (s.h.p.) | Tây Đức                               |
| ------------------------- | ------------ | ------------------------------------- |
| Popivoda 19' · Džajić 30' | Chi tiết     | Flohe 64' · D. Müller 82', 115', 119' |

### Tranh hạng ba
| Hà Lan                               | 3–2 (s.h.p.) | Nam Tư                      |
| ------------------------------------ | ------------ | --------------------------- |
| Geels 27', 107' · Van de Kerkhof 39' | Chi tiết     | Katalinski 43' · Džajić 82' |

### Chung kết
| Tiệp Khắc                                    | 2–2 (s.h.p.) | Tây Đức                            |
| -------------------------------------------- | ------------ | ---------------------------------- |
| Švehlík 8' · Dobiaš 25'                      | Chi tiết     | D. Müller 28' · Hölzenbein 89'     |
| Loạt sút luân lưu                            |              |                                    |
| Masný · Nehoda · Ondruš · Jurkemik · Panenka | 5–3          | Bonhof · Flohe · Bongartz · Hoeneß |

## Thống kê

### Các cầu thủ ghi bàn
Đã có 19 bàn thắng ghi được trong 4 trận đấu, trung bình 4.75 bàn thắng mỗi trận đấu.
4 bàn thắng
- Dieter Müller

2 bàn thắng
- Ruud Geels
- Dragan Džajić

1 bàn thắng
- Karol Dobiaš
- Zdeněk Nehoda
- Anton Ondruš
- Ján Švehlík
- František Veselý
- Willy van de Kerkhof
- Heinz Flohe
- Bernd Hölzenbein
- Josip Katalinski
- Danilo Popivoda

1 bàn phản lưới nhà
- Anton Ondruš (vs Hà Lan)

### Giải thưởng
Đội hình tiêu biểu Lưu trữ ngày 22 tháng 1 năm 2009 tại Wayback Machine
| Thủ môn    | Hậu vệ                                                | Tiền vệ                                       | Tiền đạo                                  |
| ---------- | ----------------------------------------------------- | --------------------------------------------- | ----------------------------------------- |
| Ivo Viktor | Ján Pivarnik Ruud Krol Anton Ondruš Franz Beckenbauer | Jaroslav Pollák Rainer Bonhof Antonín Panenka | Zdenek Nehoda Dieter Müller Dragan Džajić |

### Bảng xếp hạng giải đấu
| R | Đội       | Pld | W | D | L | GF | GA | GD | Pts |
| - | --------- | --- | - | - | - | -- | -- | -- | --- |
| 1 | Tiệp Khắc | 2   | 1 | 1 | 0 | 5  | 3  | +2 | 3   |
| 2 | Tây Đức   | 2   | 1 | 1 | 0 | 6  | 4  | +2 | 3   |
| 3 | Hà Lan    | 2   | 0 | 2 | 0 | 3  | 3  | 0  | 2   |
| 4 | Nam Tư    | 2   | 0 | 0 | 2 | 4  | 7  | -3 | 0   |